# Dasybasis macrophthalma
Dasybasis macrophthalma är en tvåvingeart som först beskrevs av Ignaz Rudolph Schiner 1868.  Dasybasis macrophthalma ingår i släktet Dasybasis och familjen bromsar. Inga underarter finns listade i Catalogue of Life.